# قلیس (دهستان)
 قلیس  (در عربی:  القُلیَس )
دهستانی است در پایهٔ کوه (جبل النبی شعیب)، در ناحیهٔ (بنی مطر) وأعمال صنعاء، از توابع استان صَنعاء، در کشور یمن در شبه جزیره عربستان. قبیلهٔ (بنی القُلیس) به این مکان منتسب می‌شوند. وقلیس قصری بود از آن (آل حِمیَر)، بعدها  أبرهه الأشرم حبشی در آن ساکن می‌شود. پس از مدتی أبرهه نیایشگاهی (مَعبَد) در این مکان سازید نامش نهاد ( القُلیَسّ)، گویند سنگ بنای آن از کاخ غُمَدان آورده‌است. در این باب شاعر (احمد بن عیس الرادعی) می‌گوید:
| أرضّ بها غُمَدان و القُلیَس |  | بناهها ذو النجدة الرئیس |
| تُبّع الملکُ وبنت بلقیس   |  | فهوه بناءُ السُؤدَد الأنیس |

گویند وقتی که  أبرهه الأشرم  حاکم یمن  بنای (قلیس) را تمام نمود، طی نا مه أی به   نجاشى  پادشاه حبشه نوشت:(در صنعاء معبدی برایت بناء نهادم، که نه در ملک  عرب  و نه هم در ملک  عجم، چنین بنایی وجود دارد). هدف  أبرهه از ساختن این عبادتگاه این بود که مردم یمن وعرب‌های اطراف آن از رفتن  به مکه وزیارت خانهٔ خدا صرف نظر جویند، و به سوی (قلیس) آیند. مؤرخ دکتر:(جواد علی) از قول راویان أخبار نقل می‌کند که این بناء (عبادتگاه) سر برابرها می‌سایید، تمام دیوارهایش  از سنگ مرمر ساخته بوند، این قدر جالب وزیبا بود که هر ناظری وهر بیننده أی شیفته آن می‌شد، اسم و آوازه این بناء در سراسر شبه جزیره عربستان بیچید. أما عرب‌ها هرگز بت‌های خودشان را  رها نکردند، وهیچگاه به دیدن این بناء زیبا (القلیس) نرفتند، و مکه وبت‌هایی اطرافش را، رها ننمودند. 

## جمعیت
جمعیت این دهستان القُلیس در حدود (  ۲۴۷۸ ) نفر و (۲۱  خانوار )  می‌باشد. 

## روستاها
روستاهای توابع این دهستان عبارتند از:
- روستاها:  قُلَیس
- روستاها:  قریة حِمیر
- روستاها:  مَعبَد
- روستاها: غَمَدان
- روستاها: بَنی قُلیس
- روستاها: الفَخامه
- روستاها:  التَزویق
- روستاها: الأحبار
- روستاها: العَظمة
- روستاها: بیت الَعرَب